# Public School (Vereinigtes Königreich)
Eine Public School oder Independent School ist im Vereinigten Königreich eine Schule, die nicht durch staatliche Stellen, sondern stattdessen durch Schulgebühren, Spenden und Vermächtnisse finanziert wird.
Sie werden seit dem 18. Jahrhundert als „Public“ School bezeichnet, da sie für alle frei sind, die die Schulgebühren bezahlen können. Ihr historischer Gegenpart im 18. Jahrhundert waren rein lokale Schulen mit Tagesbesuch. Wer es sich leisten konnte, ließ seine Kinder seitdem bei der Schule wohnen. Obwohl die Schulen aus wohltätigen Stiftungen entstanden, erheben sie alle Gebühren für den Unterricht und die Unterbringung der Schüler. Die teilweise sehr hohen jährlichen Gebühren bewirken an den Schulen damit eine Bewahrung eines relativ geschlossenen (gehobenen) sozialen Milieus. Ein neuer Name, um Missverständnisse auszuschließen, ist Independent Schools.
Folglich sind die Public Schools Privatschulen mit entsprechendem Elitecharakter und dürfen nicht mit den rein staatlich finanzierten öffentlichen Schulen (State-funded schools) verwechselt werden. Häufig sind sie zugleich als Internate (Boarding Schools) organisiert, wie bspw. das Eton College oder das Winchester College. Bis heute entsenden im Vereinigten Königreich vor allem die sog. „herrschenden Klassen“ ihren Nachwuchs bevorzugt auf eine der alten renommierten Public Schools. Noch 2019 waren zwei Drittel der britischen Kabinettsminister und mehr als die Hälfte der Abgeordneten des House of Lords Absolventen einer Public School.

## Frühe Geschichte
Das 1382 gegründete Winchester College, das Eton College (1440) und die St. Paul’s School (1509) gelten als älteste Public Schools, die noch auf Stiftungen beruhten und unter der Patronage der Hocharistokratie standen. Sie und weitere wie die Harrow School wurden nur von Angehörigen des Adels, der Gentry und weniger reicher Bürger besucht. Das blieb im ganzen 18. Jahrhundert unverändert, doch mehrte sich die Kritik am statischen traditionellen Lehrplan, der selbst für die beiden aufnehmenden Universitäten unzureichend wurde. Die Schülerzahlen gingen zurück, es kam sogar zu Schüleraufständen gegen die Tradition. Einen ersten Neuanfang machte der Geistliche Samuel Butler 1798 an der Shrewsbury School. Nach einem Niedergang im frühen 19. Jahrhundert kamen von Thomas Arnold durch die Übernahme 1828 von Rugby School neue Impulse mit dem Ideal des christlichen Gentleman. Auch durch die Zurücksetzung der alten Sprachen und eine Höherschätzung von Sport zur Charakterbildung gab es viele Neugründungen, die auch für die Mittelschicht erschwinglich wurden: Cheltenham College (1841), Marlborough College (1843), Rossall School (1844), Radley College (1847), Wellington College (1853), Epsom College (1855), Bradfield College, (1859), Haileybury (1862), Clifton College (1862), Malvern School (1863) and Bath College (1867).
Auch in Wales (um Cardiff) und Schottland entstanden meist ab dem 19. Jahrhundert Independent Schools: The Cathedral School Llandaff, Howell’s School Llandaff, katholisches St. John’s College (Cardiff); Gordonstoun (reformpädagogische Schule der Königsfamilie), High School of Glasgow (Gründung 1124), Hutchesons’ Grammar School (1641), Edinburgh Academy, Fettes College (Edinburgh). International ist das Atlantic College bei Cardiff ein Anziehungspunkt.

## Organisationsedikt von 1868
Unter einer Public School im engeren Sinne versteht man im Großbritannien eine Schule, die entsprechend dem Public Schools Act von 1868 geführt wird. Vom Public Schools Act von 1868 war auf Grundlage der Untersuchungen der Clarendon Commission in den Jahren 1861 bis 1864 vom britischen Parlament eine Gruppe von neun Schulen betroffen. Das Gesetz sollte diese Schulen reformieren und regulieren. Die Schulen standen allein Jungen offen und waren ursprünglich als Stiftungen gegründet worden. Das Gesetz gab den Schulen die Unabhängigkeit von der Krone, der (Schul-)Gesetzgebung und der Kirche. Sie werden stattdessen jeweils durch ein Board of Governors reguliert.
Die neun vom Gesetz betroffenen Schulen waren:
- Charterhouse School
- Eton College
- Harrow School
- Merchant Taylors’ School
- Rugby School
- Shrewsbury School
- St Paul’s School
- Westminster School
- Winchester College

## Diskussion um die psychischen Wirkungen von Public Schools
Das öffentliche Bild der Public Schools war geprägt durch den elitären Charakter und die vielen hervorragenden Persönlichkeiten, die aus ihnen hervorgingen und dem British Empire vielfältig dienten. Eine negative Folge wird dagegen im ausgeprägten Klassenbewusstsein gesehen, das in England stark bemerkbar ist. Hinzu ist eine skeptische Einschätzung der Isolation in reinen Jungeninternaten getreten, die auch von Gewalt und Missbrauch geprägt waren.